# Фридрих Кристиан (граф Шаумбург-Липпе)
Фридрих Кристиан Шаумбург-Липпский (нем. Friedrich Christian zu Schaumburg-Lippe; 16 августа 1655, Бюккебург — 13 июня 1728, Бюккебург) — граф Шаумбург-Липпе, основатель старшей линии дома Шаумбург-Липпе.

## Биография
Граф Фридрих Кристиан — сын графа Филиппа I Шаумбург-Липпского и его супруги Софии Гессен-Кассельской. Правил в Шаумбург-Липпе с 1681 года. 4 января 1691 года Фридрих Кристиан женился в Лангенбурге на Иоганне Софии Гогенлоэ-Лангенбургской (1673—1743), дочери графа Генриха Фридриха Гогенлоэ-Лангенбургского и его супруги Юлианы Доротеи Кастель-Ремлингенской. Брак был расторгнут в 1723 году. Фридрих Кристиан женился во второй раз 3 декабря 1725 года в Бриксене на Марии Анне Виктории фон Галль, дочери барона Иоганна Михаэля фон Галля и его супруги Марии Анны фон Энценбург.

## Потомки
В браке с Иоганной Софией родились:
- Фридрих Август (1693—1694)
- Вильгельм Людвиг (1695)
- София Шарлотта (1697)
- Филипп (1697—1698)
- Альбрехт Вольфганг (1699—1748), граф Шаумбург-Липпе
- Фридрих Людвиг Карл (1702—1776), умер неженатым.